# Charles Greeley Abbot
Charles Greeley Abbot (31 tháng 5 năm 1872 - 17 tháng 12 năm 1973) là nhà vật lý thiên văn người Mỹ và là tổng thư ký thứ năm của Viện Smithsonian từ năm 1928, đồng thời Abbot cùng trở thành giám đốc Đài vật lý thiên văn Smithsonian từ năm 1907. Ông đảm nhiệm cả hai chức vụ này cho đến khi về hưu năm 1944. Là một vật lý thiên văn, ông đã nghiên cứu về hằng số Mặt Trời, nghiên cứu đã khiến anh phát minh ra bếp năng lượng Mặt Trời, nồi hơi năng lượng Mặt Trời, thùng lọc nước Mặt Trời và các phát minh năng lượng Mặt Trời được cấp bằng sáng chế khác.

## Đầu đời và giáo dục

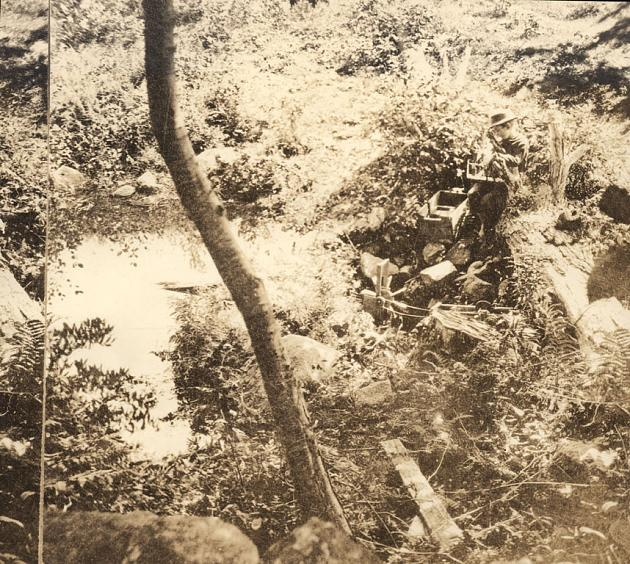
Trụ trì, ở tuổi mười một, với bánh xe nước mà ông đã phát minh ra.

Charles Greeley Abbot sinh ra tại thành phố Wilton, bang New Hampshire, Đông Bắc Hoa Kỳ.. Cha mẹ ông là nông dân và anh là con út trong gia đình có bốn người con. Khi còn trẻ, ông đã chế tạo và phát minh ra nhiều thứ, chẳng hạn như lò rèn tự do để sửa chữa các dụng cụ, bánh xe nước để cung cấp năng lượng cho một cưa và một chiếc xe đạp. Anh bỏ học năm 13 tuổi để trở thành thợ mộc. Hai năm sau anh quay lại trường trung học. Anh theo học tại Học viện Phillips.
Khi một người bạn của ông ấy đến Boston để tham gia kỳ thi đầu vào của Viện Công nghệ Massachusetts (MIT), Abbot đã có cơ hội đến Boston. Tuy nhiên, khi đến nơi, anh không thoải mái khi một mình ở Boston nên anh đã chọn tham gia kỳ thi. Anh ấy đã đậu và gia đình anh ấy gom tiền để gửi anh ấy đến MIT trong một năm. Ông bắt đầu nghiên cứu kỹ thuật hóa học, nhưng cuối cùng chuyển sang vật lý.
Ông tốt nghiệp vào năm 1894 với tấm bằng Thạc sĩ Vật lý. Trong thời gian ở Boston, Abbot gặp Samuel P. Langley trong khuôn viên cuar MIT khi Langley đến thăm để tìm kiếm một trợ lý. Sau khi tốt nghiệp thạc sĩ tại Viện Công nghệ Massachusetts, Abbot đã đến làm phụ tá cho Samuel P. Langley tại Đài vật lý thiên văn Smithsonian (SAO) vào năm 1895.

## Đài vật lý thiên văn Smithsonian
Khi ở Đài Vật lý Thiên văn Smithsonian, Abbot làm việc dưới quyền của Samuel P. Langley. Langley tiếp tục thay đổi trọng tâm của mình từ bức xạ Mặt Trời sang khoa học hàng không nên Abbot đã đảm nhiệm vai trò chủ chốt trong các nghiên cứu Mặt Trời của đài thiên văn. Abbot tham gia vào nhiều cuộc thám hiểm. Năm 1900, ông cùng với Langley đi đến Wadesboro, Bắc Carolina để quan sát nhật thực, tiếp theo là một chuyến thám hiểm quan sát nhật thực khác đến Sumatra vào năm 1901. Trong những trải nghiệm thám hiểm của mình, ông cũng đi đến Algérie, Ai Cập, Nam Phi, Úc và các quốc gia khác, thường là hợp tác với Hội Địa lý Quốc gia. Abbot trở thành quyền giám đốc SAO vào năm 1906  và vào năm 1907, Abbot trở thành Giám đốc của Đài vật lý thiên văn Smithsonian, sau khi Samuel P. Langley mất. Khi Langley vẫn còn là Giám đốc, ông đã đến thăm Núi Whitney và quyết định đây sẽ là một nơi tuyệt vời cho một đài quan sát. Trụ trì bảo đảm tài trợ cho đài quan sát và nó được xây dựng vào năm 1909. Với vị trị là Giám đốc, vị trí mà ông sẽ giữ cho đến khi nghỉ hưu, Abbot đã mở Phòng thí nghiệm Sinh học Bức xạ vào năm 1929, để nghiên cứu các hiệu ứng bức xạ đối với thực vật và các sinh vật khác. Điều này đã giúp phát triển làn sóng đầu tiên của các nhà nghiên cứu lý sinh ở Hoa Kỳ.

## Công việc nghiên cứu
Mặc dù chuyên ngành học ban đầu không liên quan đến thiên văn nhưng Abbot được tuyển dụng do Langley đánh giá rất cao những kỹ năng thực hành thí nghiệm của ông. Abbot đã chứng minh được khả năng của mình trong việc thiết kế, chế tạo và chuẩn hoá các thiết bị đo sự bức xạ của Mặt Trời. Do Langley ngày càng dành nhiều thời gian hơn cho việc nghiên cứu chế tạo máy bay nên trong những năm sau đó, Abbot đã đảm nhiệm vai trò chủ chốt trong các nghiên cứu Mặt Trời của đài thiên văn.
Abbot đã thu được những kết quả quan trọng trong việc đo hằng số Mặt Trời (solar constant), xác định các bước sóng cơ bản trong vùng hồng ngoại của Mặt Trời và nghiên cứu vành nhật hoa. Cùng với Langley, Abbot cho rằng quá trình bức xạ của Mặt Trời có sự thay đổi và sự thay đổi này ảnh hưởng đến thời tiết trên Trái Đất. Ông đã đặt ra giả thiết về sự biến đổi của hằng số Mặt Trời và tiến hành các nghiên cứu tỉ mỉ để kiểm chứng. Abbot kỳ vọng rằng việc xác định chính xác sự biến đổi này sẽ giúp cho việc dự báo thời tiết chính xác hơn. Theo các kết quả nghiên cứu của Abbot, sự thay đổi của hằng số Mặt Trời vào khoảng 3% đến 10%. Tuy nhiên, với các thiết bị đo đạc hiện đại, ngày nay các nhà khoa học đã kết luận về sự ổn định của hằng số Mặt Trời (ngoại trừ một số thay đổi không đáng kể gây ra bởi các vết đen hoặc vết trắng).

## Đời sau và di sản
Vào ngày 31 tháng 5 năm 1955, Đài vật lý thiên văn Smithsonian tổ chức một bữa tiệc sinh nhật cho Abbot, đánh dấu sinh nhật lần thứ 83 và 60 năm gắn bó của ông với Smithsonian. Sự kiện được tổ chức tại Lâu đài Smithsonian và một bức tượng chân dung bằng đồng của Abbot được Alicia Neatherly thực hiện, đã được trưng bày và tặng cho Phòng trưng bày Nghệ thuật Quốc gia. Charles Greeley Abbot qua đời ở tuổi 101 tại Maryland vào ngày 17 tháng 12 năm 1973. Hiệp hội Năng lượng Mặt trời Hoa Kỳ có một giải thưởng được đặt theo tên Abbot nhằm vinh danh ông, giải thưởng được trao cho những đóng góp trong nghiên cứu năng lượng Mặt Trời.
Tên ông được dùng để đặt cho một hố va chạm trên Mặt Trăng.